# Prodecatoma petrodoma
Prodecatoma petrodoma är en stekelart som beskrevs av Dalmolin, Melo och Perioto 2004. Prodecatoma petrodoma ingår i släktet Prodecatoma och familjen kragglanssteklar. Inga underarter finns listade i Catalogue of Life.